# Barcus Glacier
Barcus Glacier är en glaciär i Antarktis. Den ligger i Västantarktis. Argentina, Chile och Storbritannien gör anspråk på området. Barcus Glacier ligger 456 meter över havet.
Terrängen runt Barcus Glacier är kuperad söderut, men norrut är den platt. Trakten är obefolkad. Det finns inga samhällen i närheten.